# 부부의 스폰서
"부부의 스폰서"는 2016년에 개봉한 대한민국의 영화이다.

## 캐스팅
- 김진선 : 장하나 역
- 정넘쳐 : 지현우 역
- 이해진 : 한해진 역
- 이신우 : 장명수 역
- 김지연 : 원지현 역
- 이하나 : 룸녀/여대생 역
- 신범철 : 정대리 역
- 김윤아 : 경수모 역
- 최요운 : 미용사 역
- 최효범 : 감사역 역
- 안동욱 : 술집어깨 역
- 이재석 : 술집손님 역
- 김희수 : 회사직원 역